# Jogihalli, Belur
Jogihalli là một làng thuộc tehsil Belur, huyện Hassan, bang Karnataka, Ấn Độ.